# 卡捷里尼夫卡 (日托米爾區)
50°13′55″N 28°28′12″E / 50.23194°N 28.47000°E
卡捷里尼夫卡（烏克蘭語：Катеринівка），是烏克蘭北部的村莊，隸屬日托米爾州的日托米爾區。該村面積0.53平方公里，海拔高度225米，2001年人口99，人口密度每平方公里185.39人。